# Afrikakauz

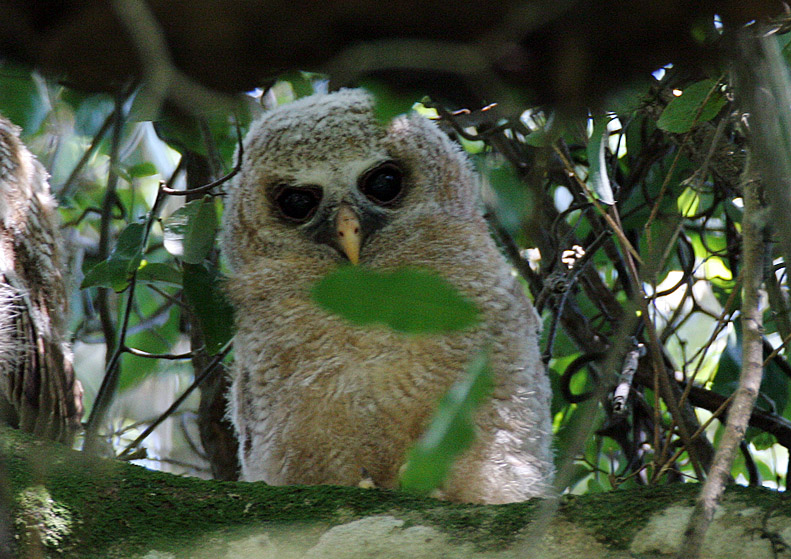
Nestling

Der Afrikakauz (Strix woodfordii), auch Afrikanischer Waldkauz, Afrika-Buschkauz, Afrika-Waldkauz, Woodford-Kauz oder Woodford-Waldkauz genannt, ist eine Art aus der Familie der Eigentlichen Eulen (Strigidae). Er kommt ausschließlich in der südlichen Hälfte Afrikas vor. 

## Merkmale
Mit einer Körpergröße von etwa 30 bis 35 Zentimetern ist der Afrikakauz innerhalb seiner Gattung eine mittelgroße Art. Federohren fehlen. Der Grundton des Gefieders ist ein warmes braun. Auf der Körperoberseite ist dieses weiß gesprenkelt. Auf der Körperunterseite hat der Afrikakauz graue und rötlich-braune Querstreifen auf einem weißlichen bis bräunlichem Gefieder. Die Augenbrauen sind weißlich. Die Augen sind dunkelbraun. Der Schnabel und die unbefiederten Zehen sind gelblich.  

## Verbreitungsgebiet und Lebensraum
Das Verbreitungsgebiet des Afrikakauzes ist der afrikanische Kontinent südlich der Sahelzone. Es reicht vom Senegal und Gambia bis nach Äthiopien und Angola, Botswana und Simbabwe. Er besiedelt auch Mosambik und die Kapprovinz Südafrikas. Er ist ein Standvogel, der vor allem am Rand von Primärwäldern, dichten Waldgebieten, Waldgebieten entlang von Flüssen und auch auf Plantagen vorkommt. Seine Höhenverbreitung reicht von der Tiefebene bis in Höhenlagen von 3.700 Meter über NN. 

## Lebensweise
Der Afrikakauz ist eine nacht- und dämmerungsaktive Art. Er übertagt einzeln oder in Paaren im dichten Blattwerk meist hoch in Bäumen. Charakteristisch für ihn sind ausgiebige Dehnbewegungen, bevor er seinen Rastplatz in der Dämmerung verlässt, um auf die Jagd zu gehen. Sein Nahrungsspektrum umfasst überwiegend Insekten. Er frisst aber auch Frösche, Reptilien, kleine Säuger und Kleinvögel. 
Der Afrikakauz ist eine ganzjährig territoriale Art. Zum Beginn der Fortpflanzungsperiode ist sein Gesang besonders häufig zu vernehmen. Er nistet überwiegend in Baumhöhlen. Das Gelege besteht in der Regel aus ein bis zwei Eiern, die mit einem Legeabstand von zwei bis vier Tagen gelegt werden. Es brütet allein das Weibchen, das das Brutgeschäft mit der Ablage des ersten Eis aufnimmt. Es wird während der Brutzeit vom Männchen mit Futter versorgt. Die Brutzeit beträgt 31 Tage. Die Jungvögel schlüpfen mit einem Abstand, der dem Legeabstand entspricht. Sie werden vom Weibchen gehudert, bis sie etwa drei Wochen alt sind. Mit 23 bis 37 Tagen verlassen die Jungvögel die Nisthöhle, sind aber zu diesem Zeitpunkt noch nicht flugfähig. Ihre Flugfähigkeit erreichen sie in der Regel mit einem Alter von 46 Tagen.

## Belege

### Einzelbelege
1. ↑   König et al., S. 365